# تلين الحنجرة
تلين الحنجرة (بالإنجليزية: laryngomalacia)‏
هو أكثر الأسباب شيوعاً في حدوث الصرير في الأطفال، حيث ينكمش الغضروف اللين والغير مكتمل النمو للداخل أثناء الشهيق مؤدياً إلى انسداد مجرى الهواء. يمكن أن يحدث في مرضى أكبر سناً خاصة المصابون بأمراض عصبية عضلية مما يؤدي إلى ضعف في عضلات الحلق، ولكن نسبة حدوثه في الأطفال أكبر بكثير. يُعد تلين الحنجرة واحداً من أكثر العيوب الخلقية شيوعاً في الأطفال ولكن تنقص التوعية بأعراضه وعلاماته بين عامة الناس.

## الانتشار
على الرغم من أنه عيب خلقي، فإن الأصوات لا تبدأ في الظهور إلا عند عمر 4-6 أسابيع. حتى ذلك العمر قد لايكون معدل تدفق الشهيق عالياً بالقدر الكافي لإنتاج الأصوات. تصل الأعراض ذروتها عند عمر 6-8 أشهر وتقل عند عمر السنتين.
تلين الحنجرة المتأخر يعد كياناً قائماً بذاته، حيث تظهر الأعراض لأول مرة بعد سن السنتين.

## الأعراض
في تلين الحنجرة في الأطفال، الجزء فوق الأحبال الصوتية يكون مثنياً بإحكام ويوجد شريط صغير يمسك الغضروف في الأمام (لسان المزمار) باحكام بالغضروف المتحرك الموجود في الخلف (الغضروف الطرجهالي) وتعرف هذه الأشرطة بأشرطة طرجهالي. قِصَر هذه الأشرطة يؤدي لانثناء لسان المزمار على نفسه. يعرف هذا بلسان المزمار ذي الشكل الأوميغي "omega shaped" epiglottis.
كما يتسبب تلين الحنجرة في انسداد جزئي في مجرى الهواء، مما يؤدي إلى حدوث ضوضاء مميزة ذات تردد عالي أثناء الشهيق تسمى (صرير شهيقي). بعض الأطفال يحدث لديهم صعوبات في التغذية. نادراً ما يحدث انسداد في مجرى الهواء مهدد للحياة. الغالبية العظمى من الأطفال يأتون بصرير فقط بدون حدوث صعوبة في التنفس.

## الأسباب
لا يرتبط حدوث تلين الحمجرة بوجود جين معين، ولكن يوجد أدلة على أن بعض الحالات تكون مورثة. قد يكون ارتخاء أو غياب التون في عضلات المجرى التنفسي العلوي أحد العوامل. تسوء الحالة غالباً عندما يكون الطفل مستلقياً على ظهره، حيث يقع النسيج الرخو بسهولة على فتحة مجرى الهواء في هذا الوضع.

## التشخيص
سيسأل الطبيب بعض الأسئلة عن صحة الطفل ويمكن أن يقترح عمل المنظار الحنجري المرن لتقييم حالة الطفل أكثر.

## العلاج
هذه الحالة غالبا ماتتحسن عند سن السنتين في 90% من الحالات .
المتابعة ضرورية جدا لأنه في حالة تدهور الحالة ينصح باتخاذ الإجراءات اللازمة.